# Estación San Francisco CC
San Francisco era una estación de ferrocarril de la localidad del mismo nombre, departamento San Justo, Provincia de Córdoba, Argentina.

## Historia
Fue inaugurada en 1884 por el Ferrocarril Central Córdoba en su ramal principal entre Retiro y Córdoba. En esa misma década se abrió al tránsito el ramal CC4 hacia Rafaela.
La estación fue clausurada en los años 1950 al quedar en medio de la ciudad que ya había mostrado su expansión. Todo el tráfico fue desviado a la estación San Francisco F del Ferrocarril Provincial de Santa Fe, quedando esta última como única estación de trocha angosta habilitada en la ciudad.